# Eulophota
Eulophota is een geslacht van vlinders van de familie snuitmotten (Pyralidae).

## Soorten
- E. bipars de Joannis, 1927
- E. caustella (Hampson, 1901)
- E. floridella de Joannis, 1927
- E. pretoriella de Joannis, 1927
- E. simplex de Joannis, 1927
- E. zonata Hampson, 1926